# Timoleón

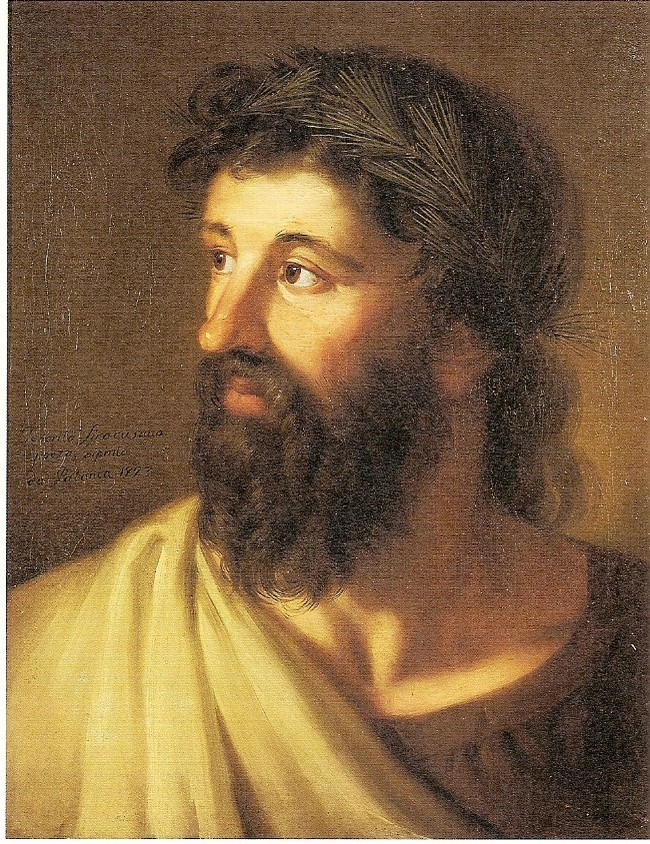
Timoleón, cuadro de Giuseppe Patania.

Timoleón (griego: Τιμολέων) (Corinto, c. 390 – Siracusa, c. 336 a. C.), hijo de Timodemo, fue un estadista y general griego. 
En el último decenio de su vida, su ciudad, Corinto, le envió al frente de un destacamento militar a Siracusa, en Sicilia. A lo largo de un periodo de ocho años, los últimos de su vida, acumuló los siguientes logros:
- Liberó a la ciudad de Siracusa de la tiranía de Dionisio II, neutralizando el potencial militar de su acrópolis e instaurando en la ciudad una constitución democrática. También contribuyó activamente a que otras ciudades griegas de Sicilia se libraran de sus déspotas. Mejoró asimismo la maltrecha economía de la isla repoblándola con nuevos colonos griegos.

- Derrotó a los cartagineses que, en colaboración con tiranos y déspotas griegos, habían adquirido una gran influencia en Sicilia. Tras la decisiva batalla del Crimiso la influencia de Cartago quedó reducida al tercio oeste de la isla.

- Tras conseguir sus objetivos militares, políticos y sociales, dio un ejemplo de desprendimiento personal y juego limpio democrático al ceder pacíficamente el mando a las instituciones constitucionales, algo rarísimo en la política siciliana de la época. Siguió residiendo en Siracusa hasta su muerte, pese a no ser originario de la ciudad ni tener allí bienes y propiedades. Su prestigio personal en la última etapa de su vida fue inmenso y los funerales que se le tributaron a su muerte, concurridísimos.

## En Corinto

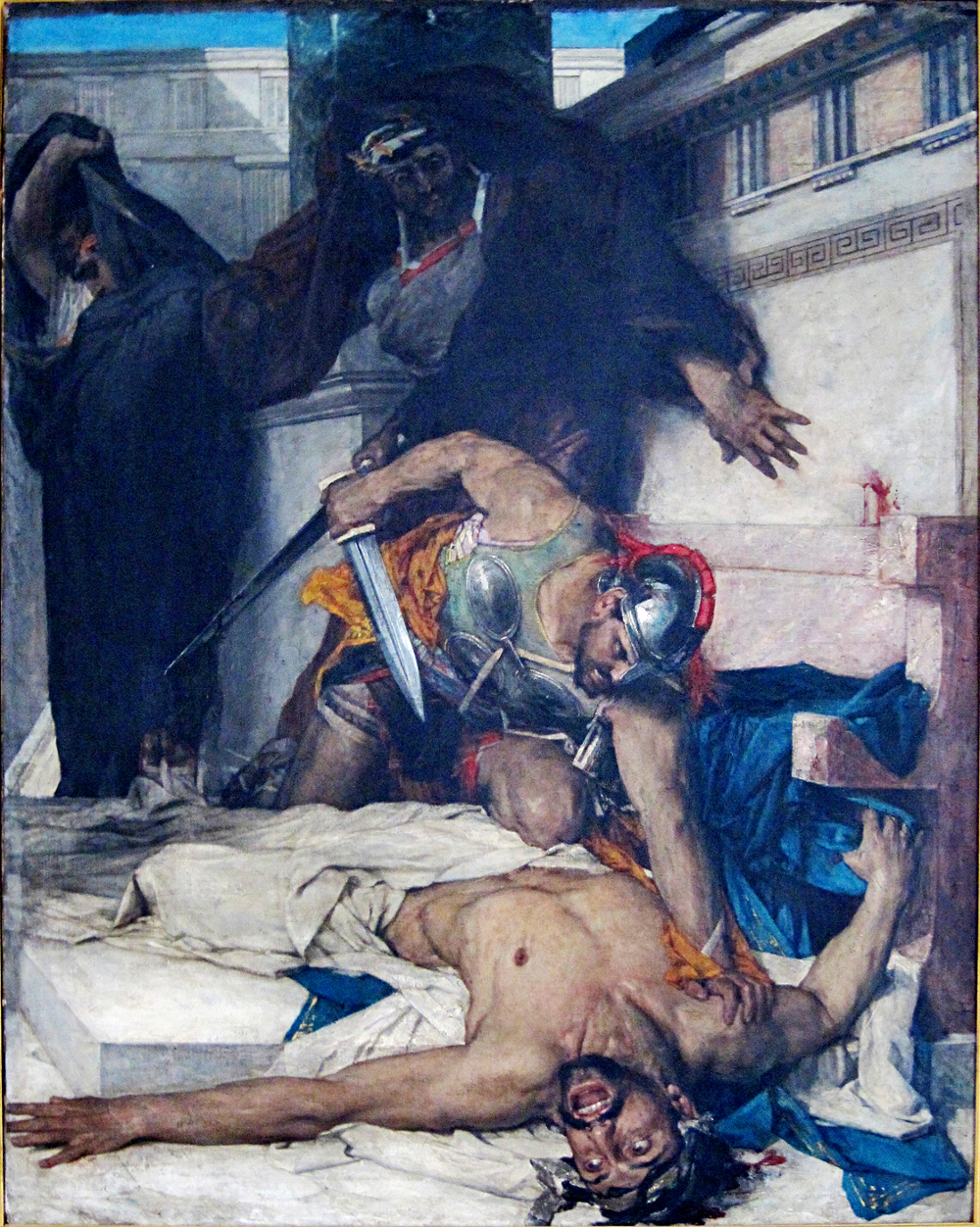
La muerte de Timófanes por Léon-François Comerre (1874).

Timoleón fue un aristócrata corintio, hijo de los notables Timodemo y Deméreta. Pese a que su figura ha quedado asociada a la historia de la Sicilia griega como el campeón de Grecia en contra de Cartago, la mayor parte de su vida estuvo ligada a Corinto, su ciudad natal, donde sus hechos no le aportaron mayor gloria. Es más, cuando su hermano Timófanes, cuya vida había salvado en una batalla, ocupó la acrópolis de Corinto y se proclamó amo de la ciudad, Timoleón, luego de una protesta infructuosa, dio su consentimiento tácito cuando los amigos que lo habían acompañado dieron muerte al nuevo tirano. La opinión pública aprobó su conducta, considerándolo un patriota; pero las maldiciones de su madre y la indignación de sus parientes lo llevaron a retirarse de la vida pública durante veinte años. 
En 344 a. C. llegaron a Corinto embajadores de Siracusa para solicitar la ayuda de la ciudad. Corinto había fundado Siracusa hacía cuatrocientos años y era, por tanto, su metrópoli o ciudad-madre. Siracusa se encontraba divida por feudos internos entre partidarios y detractores del déspota Dionisio II y se encontraba despoblada y empobrecida tras años de sucesivas tiranías. Además, los cartagineses trataban de extender su influencia en la isla de Sicilia a costa de los griegos, y ofrecían apoyo militar a los déspotas locales. Corinto no pudo ignorar la petición de ayuda, aunque los principales ciudadanos declinaron la responsabilidad de entrar en campaña para instaurar un gobierno estable en la turbulenta Siracusa. La desgana de la clase dirigente encontró un cierto alivio cuando una voz desconocida nominó al olvidado Timoleón, durante la asamblea popular, para liderar el apoyo solicitado. Fue elegido por unanimidad.

## En Sicilia

### Llegada y primera entrada en Siracusa
Timoleón navegó hacia Sicilia al frente de una reducida flota y una pequeña tropa de mercenarios griegos. Eludiendo con astucia a un escuadrón cartaginés que trataba de cerrarle el paso, logró desembarcar en Tauromenium (la actual Taormina), donde encontró el apoyo de su gobernante Andrómaco. Desde allí dirigió sus fuerzas a Siracusa.

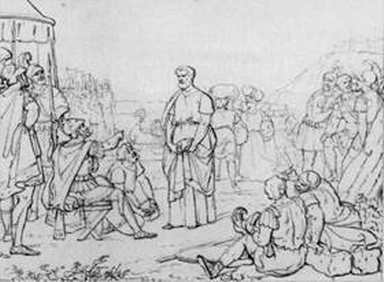
Dionisio se entrega a Timoleón

En ese momento, Hicetas era el tirano no solo de Leontinos sino también de la mayor parte de la vecina ciudad de Siracusa, con la excepción de la inexpugnable isla fortificada de Ortigia —que hacía en Siracusa las veces de acrópolis o ciudadela—. Las fortificaciones de la isla estaban ocupadas aún por el anterior tirano Dionisio II y sus mercenarios. Hicetas, pese a su superioridad numérica, fue sorprendido y derrotado en la batalla de Adrano por las fuerzas de Timoleón. Con la noticia de la victoria varias ciudades griegas, Corinto y Corcira entre ellas, enviaron refuerzos y apoyos, lo que permitió a Timoleón ocupar Siracusa sin derramamiento de sangre, gracias al apoyo del propio Dionisio II desde la fortaleza de Ortigia, pues el interés de ambos era el de deshacerse de Hicetas. 
Tras una incómoda convivencia de varios meses, Timoleón logró en 343 a. C. que Dionisio II rindiera Ortigia bajo la condición de poderse exiliar en Corinto. Todo ello provocó admiración entre los corintios por los éxitos militares conseguidos con fuerzas tan reducidas y un nuevo envío de refuerzos.

### Intenvención fallida de Cartago

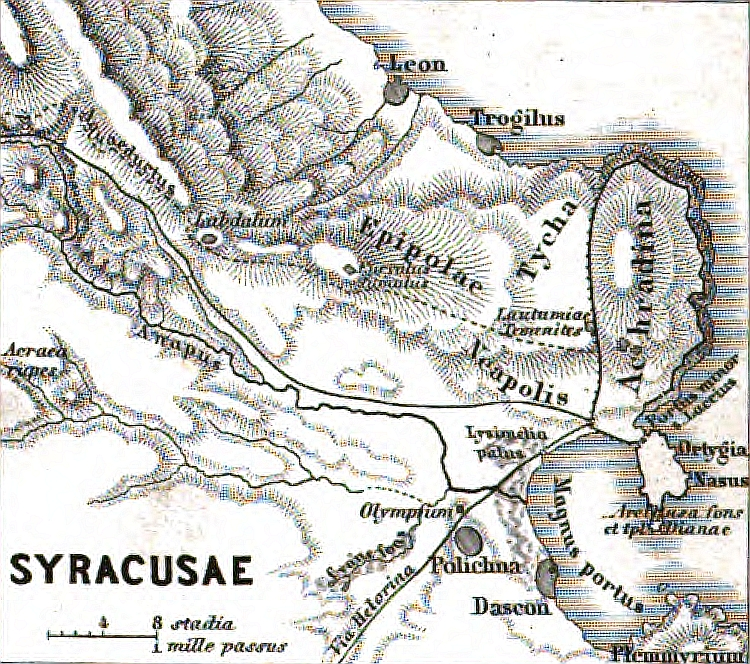
Ortigia y Acradina en la antigua Siracusa

Hicetas, entre tanto, había solicitado apoyo de los cartagineses quienes enviaron una considerable flota —150 trirremes, muchas más naves de apoyo y 60 000 hombres— al mando de Magón. Su objetivo era reconquistar Siracusa, a la que sitiaron con ayuda de Hicetas. Timoleón, refugiado en la vecina Catania, recibió nuevos refuerzos de Grecia, se hizo con Mesina y, aun en inferioridad de fuerzas, amenazó la posición cartaginesa en Siracusa. 
Al mismo tiempo, Neón, lugarteniente de Timoleón dejado al frente de Ortigia, donde se habían encontrado dineros, armas y mercenarios (que muy probablemente se pasaron al bando corintio al huir Dionisio II), aprovechando la ausencia temporal de Magón e Hicetas, ocupados en Catania, logró conquistar el barrio siracusano de Acradina, adyacente a Ortigia, amurallado, centro civil y comercial de Siracusa en esa época.
Por otro lado, se habían suscitado sospechas mutuas entre cartagineses e Hicetas. Como resultado, los cartagineses abandonaran a este último, quien estaba siendo asediado en Leontinos y tuvo que rendirse. Magón, sin el apoyo de Hicetas y encadenando derrotas parciales, comprendiendo que Siracusa no podría ser tomada, decidió retirarse a Cartago con su flota y, ante el aluvión de críticas de sus conciudadanos, se suicidó. Su cadáver fue luego crucificado. 

### Repoblación y reconstrucción de Siracusa
Con todo ello, Timoleón pudo entrar en una Siracusa libre ya de tiranos, de la que se erigió en máximo gobernante. La reconstrucción de esta ciudad, empobrecida por las continuas guerras, comenzó de inmediato. Timoleón llamó a los ciudadanos que se habían tenido que exiliar, atrajo a nuevos colonos desde la ciudad-madre y desde Grecia en general, procuró una redistribución de tierras y casas para hacer hueco a los nuevos habitantes y estableció un gobierno popular basado en las leyes democráticas de Diocles. 
Las fortificaciones militares de Ortigia —la Bastilla de los déspotas anteriores— fueron arrasadas para evitar que dieran soporte a nuevas tiranías, y en su lugar se edificaron edificios de uso civil que sirvieron de sede a los tribunales de justicia. El anfipolos, o sacerdote de Zeus, quien era elegido anualmente entre los miembros de tres clanes, fue nombrado magistrado en jefe. Aparentemente, el buen concepto hacia las reformas de Timoleón llegó hasta los días de Augusto.
Además de todas estas iniciativas, Timoleón utilizó sus tropas para deponer o expulsar a otros tiranos de la isla. Hicetas fue sitiado en Leontinos y obligado a capitular, abandonar el poder, destruir su ciudadela y vivir como un simple particular. Leptines, déspota de Apolonia (posiblemente la actual Pollina) y de otros lugares como Engio, fue también forzado a aceptar un exilio en Corintio.

### Derrota definitiva de los cartagineses
Hacia 340 a. C. Hicetas volvió a pedir ayuda a Cartago. Sus gobernantes enviaron un gran ejército (70 000 hombres), que desembarcó en Lilibea (actualmente Marsala), situada al oeste de la isla de Sicilia, en el extremo más alejado de Siracusa. Los cartagineses querían una solución definitiva, es decir, hacerse de una vez con toda Sicilia, y un signo de lo decidido de su esfuerzo era que sus tropas no estaban formadas solo con mercenarios sino que incluían 10 000 cartagineses nativos, entre ellos el artistocrático Batallón sagrado, grupo de élite de 2500 hijos de la nobleza, especialmente bien armados y equipados.
Timoleón, por su parte, marchó hacia el oeste con un grupo heterogéneo de unos 12 000 hombres —la mayoría, mercenarios—. Impresionados por el tamaño de la fuerza cartaginesa un grupo de estos mercenarios (en torno a un millar) se rebeló, bajo el pretexto de atrasos en la paga. Timoleón, no queriendo tener consigo a soldados desmotivados, los envió de vuelta a Siracusa a buscar su paga, logrando sorprendentemente retener al resto, señal de su ascendiente entre la tropa. 
Cerca de Selinunte sorprendió a los cartagineses y obtuvo una victoria decisiva junto al río Crimiso. Timoleón en persona lideró la infantería, y el desconcierto del enemigo, que acababa de cruzar el río, fue total debido a una enorme tormenta de lluvia y granizo que cegó a los cartaginenes pero no a los griegos, a quienes llegaba por la espalda. El pesado armamento de las tropas selectas cartaginesas les impedía maniobrar con facilidad y levantarse ágilmente cuando eran derribados. Las restantes tropas se retrayeron y desordenaron al ver las dificultades de los «sagrados». La matanza durante la persecución fue atroz y el botín capturado en el bien surtido campamento, enorme. Esta victoria consiguió muchos años de paz para los griegos en Sicilia.

### Eliminación de las restantes tiranías
No obstante, Cartago realizó un último esfuerzo enviando nuevos mercenarios (griegos esta vez) para prolongar el conflicto entre Timoleón y los tiranos. Los enfrentamientos terminaron en 338 a. C. con la derrota definitiva de Hicetas, quien fue entregado prisionero por sus propias tropas y condenado a muerte. También Mamerco, tirano de Catania, conoció la derrota, fue capturado y ejecutado en Siracusa. Y un destino similar sufrió Hipón, tirano de Mesina.
Mediante un tratado, el dominio de Cartago sobre Sicilia quedó confinado al oeste del río Halycos (actualmente río Platani). Al este de dicho río solo quedaban poblaciones griegas, libres de tiranías y despotismos. Lamentablemente, tal envidiable situación no duró mucho, pues en 316 a. C., 24 años después de la batalla del Crimiso, se produjo el ascenso de Agatocles, último gran tirano de Siracusa e hijo de uno de los repobladores traídos a la isla por Timoleón.

### Los últimos años
Con la llegada de la paz, Timoleón había logrado culminar la misión con la que salió de Corinto. Había restaurado la paz social, no solo en Siracusa sino en toda la Sicilia griega. Había controlado y disminuido las interferencias de los cartagineses y había incrementado la población y la prosperidad general. También había instaurado instituciones democráticas donde antes había despotismos y tiranía. 
Solo quedaba una ciudad regida por un gobernante absoluto, y esa ciudad era la propia Siracusa, sometida al gobierno unipersonal de Timoleón. Entonces, él mismo, en un asombroso gesto, noble e inhabitual, decidió abandonar el poder y entregárselo a las instituciones democráticas que había restaurado en Siracusa. Apoyándose en que se estaba volviendo ciego, renunció al mando militar y se quedó a vivir en Siracusa como simple particular, sin tropas a su cargo ni desempeñar cargos públicos. No tenía vivienda ni propiedades allí, algo a lo que suplieron inmediatamente los nuevos poderes, votando los ciudadanos la concesión, como premio a sus servicios, de una espléndida casa en la ciudad y de unas fincas rústicas suficientes para su mantenimiento. En ellas se instaló, mandado hacer venir desde Corinto a su mujer y demás familiares.
Aunque Timoleón se retiró de la vida pública, no por ello disminuyó su autoridad sino que más bien aumentó. Continuó siendo un referente no solo en Siracusa sino en toda la isla.

Los demás tenían todos la misma actitud hacia él, de modo que no había final de contienda, ni promulgación de leyes, ni repoblación de país, ni constitución que se consideraba buena, si aquel no intervenía en ella y le daba sus últimos retoques.
Plutarco, Timoleón, 35, 4.

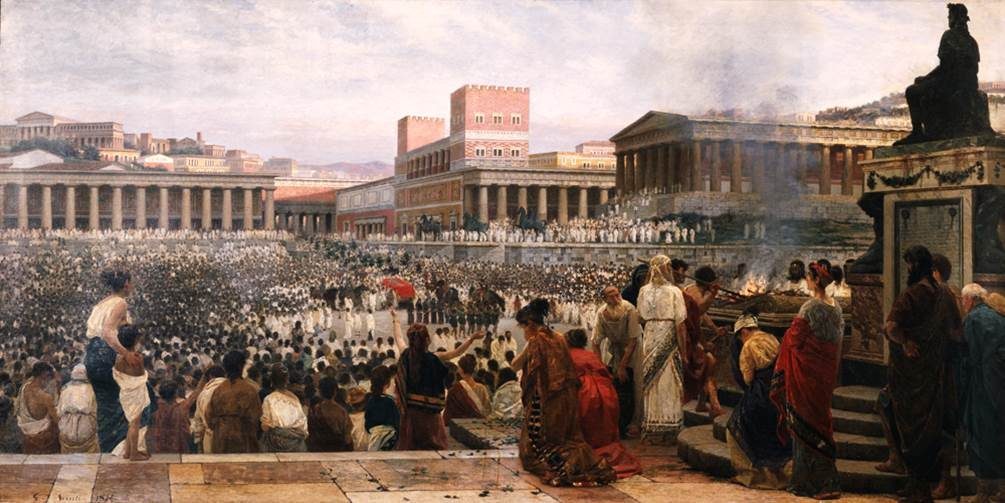
Funerales de Timoleón, por Giuseppe Sciuti (1874).

Antes de su muerte, pese a su ceguera, era llevado en litera al teatro o al ágora para asistir a la asamblea y expresar su opinión (que solía ser aceptada por unanimidad). Aun así, no se libraba allí de atrevidos que le presentaban pleitos o le formulaban críticas por sus campañas militares. Pese a que los asistentes a la asamblea protestaban ruidosamente por estas audacias, Timoleón les hacía callar contestando que todo era correcto: que él había luchado para que todo ciudadano pudiera reclamar el amparo de la ley, si así lo creía conveniente, o para que cualquiera pudiera expresarse impunemente con libertad.
Murió de una enfermedad menor, unos meses después de haber cedido el poder, hacia el año 337 o 336 a. C. Su muerte produjo una profunda conmoción no solo en Siracusa, sino en toda Sicilia. Muchedumbres de toda la isla asistieron a sus funerales. Se hizo pasar el cortejo por las ruinas del palacio de los Dionisios y de la fortaleza de Ortigia, y en la necrópolis, situada entre Ortigia y Acradina, se elevó la pira funeraria. 

τέλος δὲ τῆς κλíνης ἐπὶ τὴν πυρὰν τεθείσης Δημήτριος, ὃς ἦν μεγαλοφωνότατος τῶν τότε κηρύκων, γεγραμμένον ἀνεῖπε κήρυγμα τοιοῦτον
    ὁ δῆμος ὁ Συρακουσίων Τιμολέοντα Τιμοδήμου

    Κορίνθιον τόνδε θάπτει μὲν διακοσίων

    μνῶν, ἐτίμησε δ᾽ εἰς τὸν ἅπαντα χρόνον

    ἀγῶσι μουσικοῖς, ἱππικοῖς, γυμνικοῖς, ὅτι

    τοὺς τυράννους καταλύσας καὶ τοὺς βαρβάρους

    καταπολεμήσας καὶ τὰς μεγίστας τῶν

    ἀναστάτων πόλεων οἰκίσας ἀπέδωκε τοὺς

    νόμους τοῖς Σικελιώταις.
Cuando por fin se colocó el ataúd en la pira, Demetrio, que era el heraldo con voz más potente entonces, pronunció el siguiente bando que se había puesto por escrito:

 «El pueblo de los siracusanos entierra a Timoleón, hijo de Timodemo, corintio, por doscientas minas, y acordó honrarlo para siempre con competiciones musicales, hípicas y gimnásticas, porque, tras derrocar a los tiranos, vencer a los bárbaros y repoblar las principales ciudades devastadas, dictó sus leyes a los sicilianos.»
Plutarco, Timoleón, 39, 3.

El costo de las exequias fue, pues, pagado por la ciudad, que también erigió un monumento a su memoria en el ágora. A este monumento se le agregaron luego pórticos y palestras y el conjunto recibió el nombre de Timoleontion.